# Onze-Lieve-Vrouw ter Lindenkapel (Heikruis)

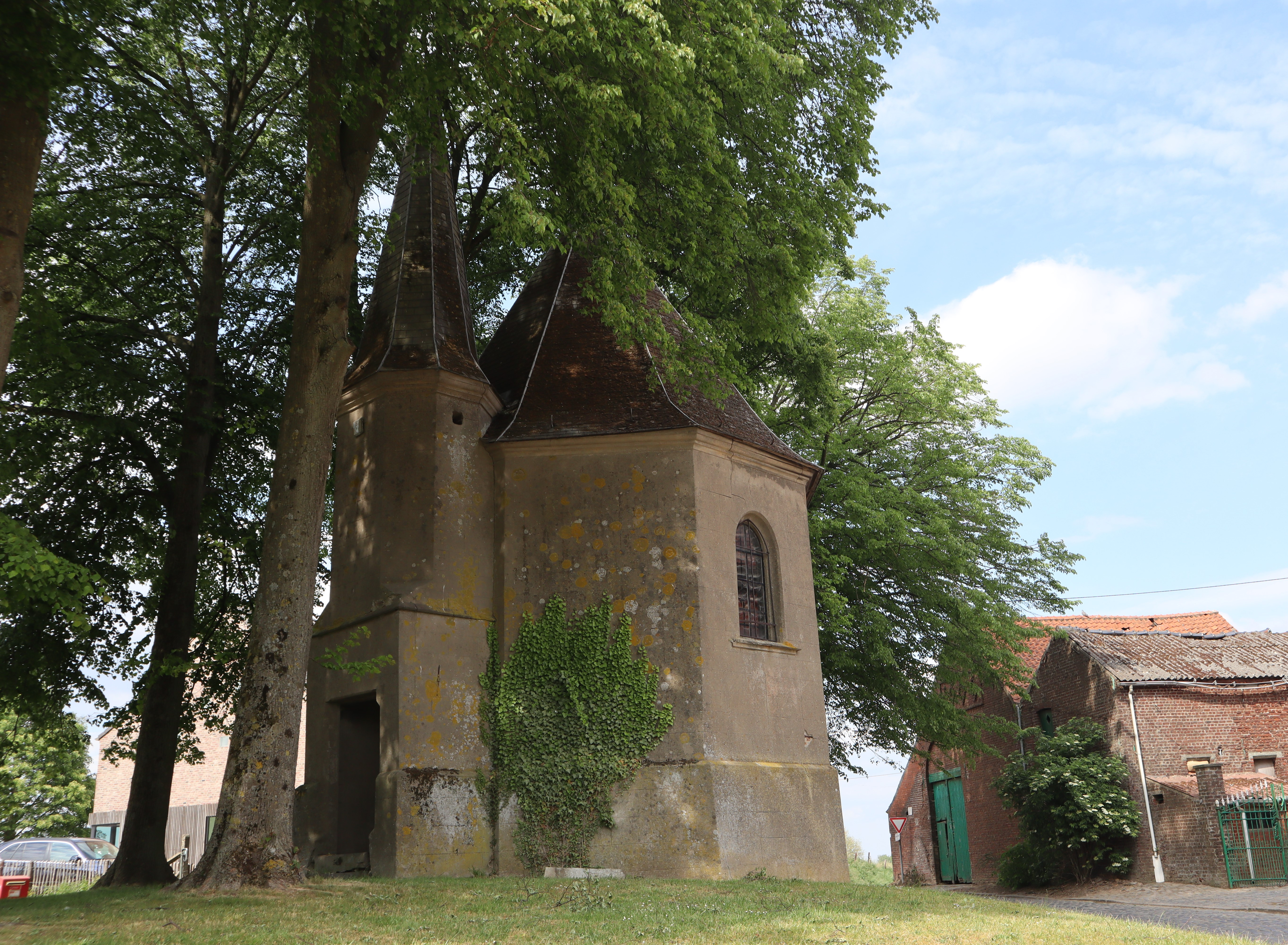
Onze-Lieve-Vrouw ter Lindenkapel

De Onze-Lieve-Vrouw ter Lindenkapel is een kapel in de tot de Vlaams-Brabantse gemeente Pepingen behorende plaats Heikruis, gelegen aan de Terlindenstraat.
Het is moeilijk in te schatten wanneer de kapel gesticht is. Vermoedelijk was dat in 1626, toen bij het Kasteel Ter Rijst een kapelanie werd opgericht. Niet lang na 1691 werd de kapel herbouwd. In het midden van de 19e eeuw werd de kapel in neogotische trant gerestaureerd terwijl in 1871 herstelwerkzaamheden plaatsvonden nadat de kapel door storm was beschadigd.
Het betreft een achthoekig gebouwtje met piramidaal dak en voorzien van een ingangsportaal in de vorm van een torentje. Het gebouw wordt omringd door een tiental winterlinden en bevindt zich op een heuvel.
De kapel bezit een neogotisch houten altaar.